# トリゴノサウルス
トリゴノサウルス (Trigonosaurus) は、白亜紀後期に現在のブラジルに生息していた草食恐竜。
ほぼ完全な脊椎と骨盤が知られており、尾椎にはティタノサウルス類に典型的な「ボール・ソケット関節」が見られる。